# 酒井哲哉
酒井 哲哉（さかい てつや、1958年4月27日 - ）は、日本の政治学者。専門は、日本政治外交史・国際関係思想史・外交論。東京大学名誉教授。

## 略歴
福岡県出身。東京大学法学部卒業後、東京大学大学院法学政治学研究科修士課程修了。同大法学部助手、北海道大学法学部助教授を経て、2009年から2024年まで東京大学大学院総合文化研究科教授。2010年4月より2012年3月まで、国際日本文化研究センター客員教授も務めた。

## 年譜
- 1958年4月 福岡県生まれ
- 1977年3月 福岡県立門司高等学校卒業
- 1981年3月 東京大学法学部卒業
- 1983年3月 東京大学大学院法学政治学研究科修士課程修了
- 1983年4月 東京大学法学部助手
- 1986年4月 北海道大学法学部助教授
- 1994年4月 東京大学教養学部助教授
- 1999年4月 東京大学大学院総合文化研究科教授
- 2009年4月 東京大学大学院総合文化研究科国際社会科学専攻長（2011年3月まで）
- 2010年4月 国際日本文化研究センター客員教授（2012年3月まで）
- 2012年4月 東京大学駒場図書館長（2015年3月まで）
- 2024年3月 東京大学大学院総合文化研究科教授退任[3]

年譜の節は各種資料をもとに作成。

## 研究・人物
20世紀日本の外交史や国際思想史に関する画期的な研究をいくつも発表し、長く学界をリードしてきた。
東京大学大学院では三谷太一郎を指導教官として、日本政治外交史を学ぶ。大学院生の頃は「科学主義化」が進む政治学と、「職人芸的」な国史学のあいだにあって、「自分の学問的立脚点」について悩むこともあった。1983年、日本外交におけるロシア要因を分析した論文で修士号を得る。この論文と、1930年代の日本外交と内政との相互作用を解明した助手論文は、のちに単著として『大正デモクラシー体制の崩壊』（1992年）にまとめられ、「外交史の領域で著者が他の追随を許さない高み」にあると評された。本書で吉田茂賞を受賞。
1986年、学部同期の山口二郎から声をかけられたことで、北海道大学法学部に赴任する。中村研一によれば、当時の北大法学部は「80年代に山口、川崎、酒井、と来るから、それは凄まじいものだった」。1988年のレビュー論文では、昭和前期を対象にした政治史研究の行き詰まりに対して社会史と思想史の視点を導入すべきと主張して、この分野における研究上の指針の一つとなった。1991年の論文では「9条＝安保体制」という概念を提起し、相反するイメージのある「憲法9条」と「日米安保」という２つの路線が実のところ対立者間でもコンセンサスのある一体的な日本外交の枠組みであったことを喝破して、その後も長きにわたって幅広い立場から参照されている。
1994年に東京大学教養学部に異動すると、国際関係論コースに所属した。その後、2000年代にかけては、狭い意味での外交史研究を超えて、国際秩序の理想と現実をめぐる言説を精力的に研究する。一連の成果をまとめた『近代日本の国際秩序論』（2007年）は、帝国秩序と国際秩序が重なり合う近代の東アジアにおいて、日本の外交史、国際政治学、植民政策学などの言説がもった同時代的な意義や今日的な含意を鮮やかに描き出して、「めまいを覚えるほどの快感と感銘」を与える仕事と評価された。本研究は韓国でも翻訳、出版されたほか、英語圏での研究とも軌を一にするものとして受容されている。
2000年代後半からは自身の研究にくわえて、共同研究プロジェクトの代表者として、また叢書やアンソロジーの編者として、近現代日本の外交思想や帝国日本の学知に関する分野で、研究の交流と普及に尽力している。研究の出発点となった日ソ関係史の分野でも、国内外の専門書に寄稿している。酒井自身は、かつて自分のことを「たぶん最後の『戦後の歴史家』である」と述べたこともある。
教育の面では、毎年、酒井ゼミにはいくつもの学部・専攻から学生が集まった。出身国もさまざまで、一時期は12か国から学生が参加することもあった。酒井ゼミからは芝崎厚士、詫摩佳代、帯谷俊輔らが輩出し、「日本における国際連盟、国際組織史の研究拠点」と評されている。その他にも浅野豊美、菅原光、神田豊隆、春名展生、李穂枝らの論文を指導し、多くの後進を育てている。

## 著書

### 単著
- 『大正デモクラシー体制の崩壊――内政と外交』（東京大学出版会、1992年）
- 『近代日本の国際秩序論』（岩波書店、2007年）
  - 『근대 일본의 국제질서론』（장인성 옮김）（경기도: 연암서가, 2010년）

### 編著
- 『岩波講座「帝国」日本の学知（1）「帝国」編成の系譜』（岩波書店、2006年）
- 『日本の外交（3）外交思想』（岩波書店、2013年）

## 論文

### 雑誌論文
- 「日本外交におけるソ連観の変遷（1923-37）――日本外交史の枠組の再検討」『國家學會雑誌』97巻3・4号（1984年）
- 「『大正デモクラシー体制』崩壊期の内政と外交（1・2）」『國家學會雑誌』100巻9・10号／101巻3・4号（1987年-1988年）
- 「1930年代の日本政治――方法論的考察」近代日本研究会編『年報・近代日本研究（10）近代日本研究の検討と課題』（山川出版社、1988年）
- 「『英米協調』と『日中提携』」近代日本研究会編『年報・近代日本研究（11）協調政策の限界――日米関係史1905-1960』（山川出版社、1989年）
- 「防共概念の導入と日ソ関係の変容」『北大法学論集』40巻5・6号（1990年）
- 「『9条=安保体制』の終焉――戦後日本外交と政党政治」『国際問題』372号（1991年）
- 「東亜新秩序の政治経済学――高橋亀吉の所論を中心に」『国際政治』97号（1991年）
- 「戦後外交論における理想主義と現実主義」『国際問題』432号（1996年）
- 「『東亜協同体論』から『近代化論』へ――蝋山政道における地域・開発・ナショナリズム論の位相」『年報政治学1998』（岩波書店、1998年）
- 「戦後思想と国際政治論の交錯――講和論争期を中心に」『国際政治』117号（1998年）
- 「日本外交史の『古さ』と『新しさ』――岡義武『国民的独立と国家理性』・再訪」『国際関係論研究』13号（1999年）
- 「後藤新平論の現在――帝国秩序と国際秩序」『環』8号（藤原書店、2002年）
- 「国際関係論と『忘れられた社会主義』――大正期日本における社会概念の析出状況とその遺産」『思想』945号（2003年）
- 「国際関係論の成立と国際法学――日本近代史研究からの一考察」『世界法年報』22号（2003年）
- 「戦間期日本の国際秩序論」『歴史学研究』794号（2004年）
- 「古典外交論者と戦間期国際秩序――信夫淳平の場合」『国際政治』139号（2004年）
- 「戦間期における帝国再編と国際主義」『国際問題』546号（2005年）
- 「国際政治論のなかの丸山眞男――大正平和論と戦後現実主義のあいだ」『思想』988号（2006年）
- 「国際秩序論と近代日本研究」『レヴァイアサン』40号（2007年）
- 「『歴史の効用』について――昭和の外交官をめぐる雑感」『外交フォーラム』21巻2号（2008年）
- 「社会民主主義は国境を越えるか？──国際関係思想史における社会民主主義再考」『思想』1020号（2009年）
- 「戦後論壇の位相と高坂正堯」『外交フォーラム』23巻2号（2010年）
- 「東アジアの地域主義構想──近代日本における〈圏域〉の思想」『社会思想史研究』35号（2011年）
- 「核・アジア・近代の超克――1950年代日本政治思想の一断面」『思想』1043号（2011年）

### 単行本所収論文
- 「日米開戦と日ソ関係」細谷千博・本間長世・入江昭・波多野澄雄編『太平洋戦争』（東京大学出版会, 1993年）
- 「満州事変と日ソ関係」原暉之・外川継男編『講座スラブの世界（8）スラブと日本』（弘文堂, 1995年）
- 「戦後日本外交と冷戦」天川晃・五十嵐武士編『戦後日本史と現代の課題』（築地書館、1996年）
- 「帝国日本の形成」『岩波講座世界歴史（23）アジアとヨーロッパ――1900年代－20年代』（岩波書店、1999年）
- 「戦後外交論の形成」北岡伸一・御厨貴編『戦争・復興・発展――昭和政治史における権力と構想』（東京大学出版会、2000年）
- 「国際関係思想における社会民主主義――戦後日本政治に対するその含意」山口二郎・石川真澄編『日本社会党――戦後革新の思想と行動』（日本経済評論社、2003年）
- 「アジア主義と社会連帯論の位相――大正社会主義の理論的射程を中心に」佐々木毅・山脇直司・村田雄二郎編『公共哲学叢書（4）東アジアにおける公共知の創出――過去・現在・未来』（東京大学出版会、2003年）
- 「国際秩序と帝国秩序――『植民政策学』から『国際関係論』へ」浅野豊美・松田利彦編『植民地帝国日本の法的展開』（信山社、2004年）
- 「近代日本外交史」李鍾元・田中孝彦・細谷雄一編『日本の国際政治学（4）歴史の中の国際政治』（有斐閣, 2009年）